# Lugshofen
Lugshofen (auch Luxhofen, Lugeshouen, Lögeshoven, Lugshouen, Luegshofen) ist eine Wüstung auf der Gemarkung des Dettelbacher Ortsteils Euerfeld im unterfränkischen Landkreis Kitzingen. Das Dorf wurde im 16. Jahrhundert aufgegeben, die Gründe hierfür sind unklar.

## Geografische Lage
Die Lokalisierung der ehemaligen Siedlung erweist sich als schwierig. Lediglich in einer Urkunde von 1405 wird die Lage genauer beschrieben, danach war Lugshofen nahe dem ebenfalls abgegangenen Seehof zu finden. Seehof lag zwischen Seligenstadt und Lugshofen. Wahrscheinlich befand sich das Dorf im äußersten Westen der Euerfelder Gemarkung, nahe dem Oberen Rothof auf dem Gebiet der Gemeinde Rottendorf.

## Geschichte
Das Dorf entstand wahrscheinlich im Frühmittelalter und wurde vielleicht nach einem Adeligen Laugo oder Lougo benannt. Erstmals genannt wurde Lugshofen im Jahr 1275. Damals verkaufte der Abt Hermann von Oberzell einen Hof in „(…) Lugeshouen, juxta villam Urvelt“ (lat. Lugshofen, beim Dorf Euerfeld gelegen) an den Prälaten von Kloster Heilsbronn, Rudolf. Im gleichen Jahr tauchte das Dorf nochmals in einem Besitzverzeichnis des Würzburger Kollegiatstifts Haug auf. Der Ort wurde damals „Lvgeshoven“ genannt.
Im Jahr 1291 erhielten die Prämonstratensermönche von Kloster Oberzell die Erträge aus der Kurie „in Lögeshoven“. Damals saß ein Kanoniker der Abtei im Ort. 1345 war Conrad von Dörzbach im Besitz eines hochstiftischen Lehens. Nochmals genannt wird der „hof Lugshouen“ in einer Urkunde der Würzburger Klarissinnen. Im Jahr 1381 wurde ein Garten in Euerfeld beschrieben, der „gen Luegshofen“ gelegen war.
Das Weistum von Euerfeld für das Hauger Stift erwähnte im Jahr 1413 den Ort „Lugshoven“. Noch in der Mitte des 15. Jahrhunderts wurden die Zinsen auf Einkünfte der Kurie Lugshofen an das Stift Haug angeführt. Allerdings ist der Ort im Jahr 1575 in einer Zentbeschreibung nicht mehr aufgelistet, wahrscheinlich wurden die letzten Höfe von Lugshofen im Jahr 1573 in Ackerland umgewandelt.